# Juan Alberto Sánchez
Juan Alberto Sánchez Huezo, más conocido como Alberto Sánchez (Santa Ana, 12 de julio de 1864 - San Salvador, 25 de octubre de 1896), fue un ingeniero civil, topógrafo, matemático, y militar salvadoreño. Fue profesor de la Universidad de El Salvador, del Instituto Nacional y colegios particulares, así como miembro de la Junta Directiva de la Facultad de Ingeniería; fue también Director del Observatorio Astronómico y Meteorológico Nacional. Perteneció a la Academia de Ciencias y Bellas Letras de San Salvador, de la Sociedad Guatemalteca de Ciencias, de la Sociedad Artístico-Literaria "La Esperanza" de Guatemala; también fue socio activo de la "Juventud Hondureña" de Tegucigalpa. Debido a su relación con distintas personalidades científicas, fue también miembro de la Sociedad de Matemáticas Francesa, socio perpetuo de la Sociedad Astronómica de Francia, miembro de la Sociedad Geográfica de Mánchester, y socio fundador de la Sociedad Belga de Astronomía. Incluso el Papa Leon XIII expresó su admiración por su labor y talento.
A pesar de que su vida estuvo marcada por la pobreza y la tragedia, entre sus logros científicos está haber descubierto una curva matemática denominada como "La Cornoide".

## Primeros años
Fue el segundo hijo de José Ángel Sánchez, comerciante, y Josefa Huezo. Cuando apenas tenía dos años, en 1866, Alberto perdió a su padre, víctima de una enfermedad fulminante; su madre, debido a las dificultades económicas, tuvo que abandonar Santa Ana y buscar mejor fortuna en otras ciudades como San Salvador y Cojutepeque, hasta radicarse en Chinameca en 1867.
El joven Alberto y su hermano mayor, Pedro, quedaron completamente huérfanos al fallecer también su madre en enero de 1869, desde entonces su tía materna, Salvadora Huezo, se hizo cargo de los asuntos familiares.
La infancia de Alberto se desarrolló entre las actividades de la Iglesia y sus estudios básicos en una escuela local. El 2 de octubre de 1878, Chinameca es sacudida por un fuerte terremoto, y aunque la casa construida por su tía no sufre grandes daños, gran parte de la ciudad y pueblos circundantes quedaron en ruinas. En diciembre de 1879, Alberto se dirige a San Salvador y después a Santa Ana con su tía materna, Joaquina Sánchez. Durante su estancia en esta ciudad se convierte en un estudiante sobresaliente, dando muestras de su genio precoz y su vocación científica, tanto que el director del Colegio Nacional de Santa Ana lo recibe personalmente y le otorga una beca, dado el estado de pobreza en que se encontraba. Inclusive el General Andrés Van Severén le concedió su protección, iniciando en 1881 sus estudios de Secundaria.
Debido a una enfermedad incapacitante, los recursos económicos de su tía Joaquina, comenzaron a escasear. Alberto quedó al cuidado de sus profesores y personas altruistas, permitiéndole vivir en el Colegio. Entre sus maestros se cuenta al Doctor David J. Guzmán, quien estaba a cargo de la materia de Ciencias Naturales. Siendo todo el tiempo un alumno sobresaliente, recibió premios y títulos honoríficos año tras año, y en noviembre de 1883 se graduó de bachiller. Durante la presentación de sus exámenes finales estaba tan limitado de recursos que un amigo suyo le regaló el traje reglamentario.

## Años Universitarios

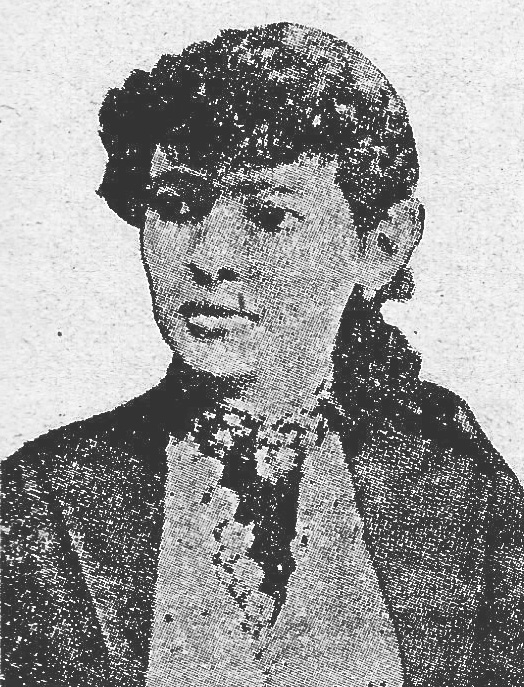
Fotografía de Antonia Navarro

En 1884, Alberto se trasladó a San Salvador para ingresar a la Universidad Nacional. Para financiar sus estudios, impartió clases en varias escuelas y también a domicilio. Y en 1885, se enlistó como voluntario para combatir en la Guerra de Reunificación de Centroamérica, también conocida como la "Intentona de Barrios". Luego del conflicto, regresa de nuevo a la Universidad, y el Ejército salvadoreño le otorga el grado de Capitán Efectivo. Por esta época, Alberto, comienza a mostrarse irreverente, tal vez debido a experiencias traumáticas durante la guerra.
Hacia 1886, Alberto conoce a Antonia Navarro, inscrita como alumna de la Facultad de Ingeniería, con quien tuvo un apasionado romance. Antonia tenía vocación para las abstracciones matemáticas, de ahí que ambos tuvieran intereses comunes, tanto que aquel incluso le dio clases privadas de Álgebra Superior. Alberto se graduó de Ingeniero Topógrafo en 1887 y luego lo haría Antonia, en 1889. Nuevamente la desgracia se hizo presente cuando en diciembre de 1891, Antonia fallece debido a la tuberculosis. Alberto no asistió al funeral por encontrarse muy afectado y haber hallado consuelo en el alcohol.
Hacia 1892 fallece su tía materna, Salvadora Huezo, quien enfermó gravemente debido a problemas ocasionados por la vida disipada y sin rumbo del hermano mayor de Alberto.

## Labor científica

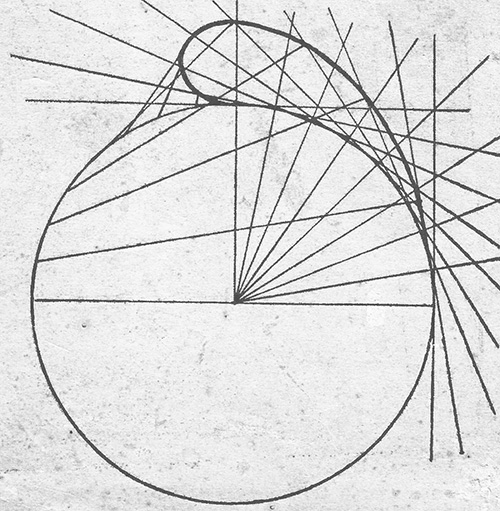
Esquema de la curva "La Cornoide"

Uno de sus maestros universitarios, Santiago I. Barberena, lo llamó "Newton en miniatura". Alberto fue docente del Instituto Nacional en las asignaturas de Aritmética, Álgebra, Trigonometría y Cosmografía; en la Universidad Nacional se le concedió la cátedra de Álgebra Superior, Geometría analítica y Trigonometría. Los que le conocieron recuerdan su carácter sencillo y amable, reflejo de la claridad de su enorme intelecto.
Hacia 1895 publica su investigación más conocida, el desarrollo de la curva La Cornoide, además de otras curvas clásicas. Este libro fue dedicado a Camille Flammarion, a François Félix Tisserand y a Prudencio Alfaro. Tanto Flammarion como Tisserand le felicitaron por su trabajo e incluso le invitaron a visitar Francia, pero como esto no fue posible, le honraron nombrándolo socio perpétuo de la Sociedad de Matemáticas Francesa.
El 1 de marzo de 1892, Alberto fue nombrado Director del Observatorio Astronómico y Meteorológico. Durante esta etapa de su vida prestó sus servicios profesionales a personas particulares y a la municipalidad capitalina para resolver problemas de Ingeniería Sanitaria, Urbanización, y otros trabajos diversos, entre los cual destaca el Estudio Topográfico y Geológico en el Boquerón, cráter del Volcán de San Salvador.

## Durante el Gobierno de los Ezeta
Después del derrocamiento del Presidente Francisco Menéndez por parte de Carlos Ezeta, Alberto tuvo a bien afrentar al usurpador del poder durante las Fiestas patronales de San Salvador, por lo cual Ezeta ordenó su captura. Sin embargo, Alberto logra escabullirse disfrazado hacia Guatemala, donde vive de incógnito durante un par meses. Descubierto por un alumno del profesor Cojulún, docente de la Universidad de Guatemala, fue incorporado a la Facultad de Ingeniería en 1892. Estando en ese país, participó en algunas conversaciones con personalidades y políticos salvadoreños exiliados por Ezeta, donde traman una revolución. En diciembre de 1893, Alberto abandonó Guatemala para radicarse en la vecina Honduras.
En Honduras se dedica a publicar varios artículos de temas científicos, exclusivamente asuntos de Astronomía. El Presidente hondureño, Policarpo Bonilla le asigna un sueldo y lo contacta con sus colaboradores gubernamentales, así Alberto pudo publicar muchos estudios. Se convirtió en colaborador y socio de la revista "Juventud Hondureña", y en mayo de 1894 fue incorporado a la Facultad de Ingeniería de dicho país. El Presidente Bonilla supo de las intenciones de Alberto para regresar a El Salvador, rogándole que se quedara en Tegucigalpa.
El 29 de abril de 1894, los exiliados salvadoreños efectúan el asalto al Cuartel de Santa Ana, con lo que inicia la caída de Carlos Ezeta. A estos acontecimientos se les denomina como la "Revolución de los 44". Debido al éxito de la insurrección, Alberto se apresura a regresar a su Patria en julio de ese mismo año.
Fue restituido como Director del Observatorio Nacional. Se afilió al recién fundado "Club Revolucionario", representándolo junto a Nicolás Leiva y Francisco Gavidia para elaborar el "Proyecto de Reformas a la Constitución Parlamentaria", nombramiento extendido en noviembre de 1894.

## Fallecimiento
En 1895, comienzan a ser evidentes los estragos de la tuberculosis contraída cuando cuidaba de Antonia Navarro. A pesar de las indicaciones de los médicos, Alberto sigue trabajando incansablemente, desgastándose cada vez más. Incluso el presidente Rafael Antonio Gutiérrez lo apoyó para obtener una pensión del Gobierno y así poder enviarlo a viajar en barco a modo de vacaciones forzadas. A principios de 1896 se embarca y recorre las costas de Centro América, esto mejoró su salud, pero también le aburrió la rutina. En abril de ese mismo año desembarcó en Puntarenas, Costa Rica y permaneció temporalmente en San José, la Capital del país. En algún momento de su estancia le recibió amigablemente el presidente Rafael Iglesias Castro. En mayo regresa a El Salvador.
A sus 32 años, en agosto de 1896 se casa con Isabel González. Durante este tiempo, nuevamente se entrega de lleno a su trabajo, pero la enfermedad estaba tan avanzada que fallece de tuberculosis pulmonar a las 4 p. m. del 25 de octubre de 1896, apenas dos meses después de haber contraído matrimonio. Sus restos reposan en el Cementerio de Los Ilustres en San Salvador.
En la actualidad, un Centro Escolar en Chinameca lleva su nombre como homenaje póstumo.